# جيسي دي
جيسي دي (بالإنجليزية: Jesse Dee)‏ هو كاتب أغاني أمريكي، ولد في 10 مارس 1980 في بوسطن في الولايات المتحدة.

## وصلات خارجية
- الموقع الرسمي
- جيسي دي على موقع ميوزك برينز (الإنجليزية)
- جيسي دي على موقع ديسكوغز (الإنجليزية)